# Brazilian Shorthair
El Brazilian Shorthair o brasileño de pelo corto es una raza de gato. Es la primera raza de gatos de Brasil en recibir reconocimiento internacional.

## Descripción
El Brazilian Shorthair es un gato de tamaño mediano y gran agilidad. La raza se puede distinguir del American Shorthair por su aspecto pulcro y elegante, aunque los gatos de la raza no son tan delgados como los siameses. El pelaje es corto y pegado a la piel y viene en una amplia variedad de colores y patrones. El espacio entre los ojos debe ser igual al tamaño de un ojo. Los Brazilian Shorthair tienen ojos dramáticamente expresivos. Son más largos que altos. Los machos tienen la cabeza más grande que las hembras.
El Brazilian Shorthair tuvo sus inicios cuando el ingeniero Paulo Samuel Ruschi,[cita requerida] criador de gatos y fundador de la primera Federación de Gatos de Brasil y del primer Club de Gatos de Río de Janeiro,[cita requerida] tuvo la idea de transformar ciertos gatos que se encuentran en las calles de Brasil en un gato de raza. Se centró en los gatos de la península ibérica, traídos a Brasil por los portugueses en sus barcos alrededor del año 1500 dC del norte al sur de Brasil, el Dr. Paulo Ruschi creó comisiones para estudiar este animal en todos los parques y calles del país.[cita requerida] Después de largos años de un programa de cría experimental dirigido por criadores tradicionales, la Federación Mundial de Gatos, con sede en Alemania, aprobó finalmente al Brazilian Shorthair de pelo corto como un gato de raza. Hoy en día, el Brazilian Shorthair puede participar en concursos en todo el mundo.

## Apariencia
Tienen cuerpos de tamaño mediano y musculosos. La cola no debe ser ancha en la base y debe estrecharse ligeramente en la punta. Los Brazilian Shorthair tienen un perfil ligeramente curvado y orejas grandes y puntiagudas, y ojos grandes y redondeados con un color que se asemeja al color del pelaje. El pelaje es muy corto, sedoso y brillante y sin subpelo. Se requiere un cepillado mínimo. Casi todos los colores son posibles.

## Temperamento
El Brazilian Shorthair es viable como gato tanto de interior como de exterior, y está interesado en el contacto humano. Son muy juguetones como un gatito. A medida que envejecen, recuperan un poco la sobriedad, aunque se mantienen bastante activos.

## Origen
Supuestamente, la raza fue iniciada por un criador de gatos llamado Paulo Samuel Ruschi, quien fundó la primera Federación de Gatos en Brasil y el primer Club de Gatos en Río de Janeiro. Paulo Ruschi inició este esfuerzo en 1985. Ruschi notó que los gatos cimarrones de varias ciudades de Brasil compartían una buena cantidad de características comunes y decidió investigar esto más a fondo. La investigación de Ruschi aparentemente rastreó los orígenes de estos gatos a finales del siglo XV, principios del siglo XVI, a los gatos traídos en los barcos por los colonizadores y comerciantes portugueses.
Su teoría propone entonces que estos gatos traídos de Portugal descienden de gatos de la península ibérica. Por lo tanto, los antepasados del Brazilian Shorthair son de la península ibérica. Estos gatos portugueses, una vez en Brasil, se asentaron y luego comenzaron a adaptarse a sus nuevas condiciones climáticas, lo que llevó a la creación de una población autóctona.
La afirmación aquí es que, al igual que los gatos traídos de Europa a América del Norte evolucionaron para desarrollar algunas diferencias (a partir de las cuales se desarrollaron dos razas autóctonas /naturales: Maine Coon y American Shorthair), los moggies europeos traídos a América del Sur también divergieron con el tiempo. Supuestamente, los gatos sudamericanos son generalmente más claros y delgados que sus antepasados (siendo su principal comparación con el europeo de pelo corto). Esto es plausible, ya que los gatos en áreas más cálidas tienden a tener tipos de cuerpo más delgados. Se afirma que los gatos cimarrones de Brasil son una raza local distinta dentro de la población de gatos de América del Sur, similar al Maine Coon dentro de la población de gatos de América del Norte.
El propio Ruschi señala que los Brazilian Shorthair son diferentes de los gatos en Europa, aunque no parece tener investigaciones que respalden esto, solo su relato personal de que cuando visita Europa (parece que no puede encontrar una especificación de qué área), el los gatos callejeros eran más grandes, más robustos, tenían la cabeza más ancha y el hocico más corto.

## Historia
La raza se había desarrollado sin reglas ni cuidados especiales; hasta que, en la década de 1980, el ingeniero brasileño Paulo Samuel Ruschi,[cita requerida] un criador de gatos que actualmente vive en la ciudad de Nueva York, comenzó a establecer las reglas de la raza después de decidir estudiar aspectos genéticos y morfológicos de los gatos que corren en parques, jardines y calles de varias ciudades de Brasil. Se dio cuenta de que el país tenía gatos únicos y, sin embargo, esos gatos callejeros tenían la misma apariencia y características. Esas son las características que definen al Brazilian Shorthair . En 1998, la Federación Mundial de Gatos, la federación de gatos más grande del mundo, otorgó el estatus de "raza aprobada" al primer y único gato de pura raza brasileño reconocido, ahora con más de 10 generaciones de gatos con pedigrí.

## Criadores
El ingeniero Paulo Samuel Ruschi fue el fundador de la primera Federación Brasileña de Gatos,[cita requerida] conocida como FBG – Federação Brasileira do Gato; fundador del primer club de gatos en Río de Janeiro, luego llamado Clube Brasileiro do Gato do Rio de Janeiro; y el fundador de otros 7 clubes de gatos en Brasil. En 1988, Paulo Samuel Ruschi y su amiga Anneliese Hackmann,[cita requerida] de Alemania, fundó la WCF – World Cat Federation, que en ese momento consistía únicamente en clubes creados por ellos dos, pero ahora es la federación más grande del mundo. El proyecto Brazilian Shorthair es administrado por la BSICS – Brazilian Shorthair International Cat Society, que tiene su sede en la ciudad de Nueva York y es miembro de la WCF (cuyo presidente es Paulo Samuel Ruschi).[cita requerida]
Varios criadores de Brazilian Shorthair han tomado la creación de Paulo  para perseguir el sueño, ahora realidad, del único Brazilian Shorthair como un gato de raza. Uno de los más importantes de esos criadores es la Sra. Sylvia Roriz de Carvalho, reconocida veterinaria, pintora y criadora de gatos, cuyo Cattery Syarte ha estado criando al Brazilian Shorthair durante más de una década.[cita requerida] Varios otros criadores siguieron sus pasos.[cita requerida] Ahora, en todas las exposiciones felinas de WCF en Brasil, uno puede ver Brazilian Shorthair cuyo linaje se remonta a varias generaciones, ya no de gatos cimarrones, compitiendo codo con codo con otras razas conocidas. El Brazilian Shorthair ha sido mostrado y citado por varias revistas en muchas partes del mundo, como Japón, Alemania, Inglaterra, Australia y los EE. UU.
A pesar de este éxito mundial, todavía hay muy pocos criadores de Brazilian Shorthair en su país de origen. La cría de gatos cimarrones al azar se ha encontrado con mucha oposición entre los activistas por los derechos de los animales y los criadores de gatos profesionales.